# Thomas Cutbush Haynes
Thomas Cutbuth Haynes, sobrino de un superintendente de Scotland Yard, representó un sospechoso contemporáneo a la identidad de Jack el Destripador, pues así se le acusó por la prensa británica poco después de la matanza acaecida en el otoño de 1888. Terminó sus días recluido en un hospital psiquiátrico al ser condenado a internación por tiempo indeterminado. Fue culpable de inferir atentados con cuchillo contra mujeres.

## Datos Biográficos
Thomas Cutbush Haynes nació en 1866 en Kennington, localidad relativamente cercana al distrito de Whitechapel, por lo que sólo contaba con veintidós años cuando se verificó la secuencia de asesinatos con mutilación en el este de Londres. Provenía de una respetable familia de clase media. Su infancia fue complicada, puesto que su padre era alcohólico y abandonó el hogar siendo su hijo adolescente. Thomas quedó entonces al cuidado de su madre y de su tía materna, mujeres muy religiosas que padecían conflictos neurológicos.
El joven mostró serios problemas de conducta ya en su inicial trabajo, del cual casi de inmediato lo despidieron. En su segundo desempeño laboral le fue aún peor dado que, poseído de un arranque de furia, empujó por las escaleras a su anciano patrono. Una vez perdidos sus empleos trasuntó un comportamiento sumamente ocioso y extravagante. De día se encerraba para leer libros de medicina, y durante las noches vagaba por los alrededores de Whitechapel saltando cercas y muros de las casas del vecindario con pasmosa rapidez y agilidad.
Lo obsesionaba la idea de que alguien lo estaba envenenando lentamente. Esta misma compulsión la compartía con su tío, un Superintendente de Scotland Yard llamado Charles Cutbush, quien más adelante también reveló sufrir desórdenes psiquiátricos y acabó suicidándose en el año 1896.
Se presume que Thomas contrajo sífilis a causa de su trato con meretrices en el año 1888, y desde allí su conducta se tornó aún más excéntrica y agresiva. Antes de ser detenido por la comisión de delitos graves, ya había sido ordenada su internación debido a actos indecorosos y violentos. Se lo encerró en el asilo para enajenados de la ciudad de Lambert, pero la privación de su libertad únicamente duró cuatro días. Consiguió fugarse saltando los muros de aquella institución médica, haciendo gala nuevamente de gran destreza física.
En el año 1891 se comprobó su culpabilidad en los ataques sufridos por dos jóvenes mujeres cuyas nalgas acuchilló —durante episodios diferentes— en plena vía pública. Las víctimas fueron Florence Grace Johnson e Isabella Frazer Anderson, ambas oriundas de Kennington. Dos años atrás, un sujeto apellidado Collicot perpetró agresiones similares en la misma zona, y la policía supuso que aquellos atentados inspiraron a Thomas Cutbush, el cual pudo haber obrado de manera imitativa.
Hallado responsable de ser el ejecutor de esas fechorías fue examinado por una junta médica, y los galenos diagnosticaron su enajenación psíquica y consiguiente peligrosidad. Tras ello, la justicia británica lo condenó a encierro y tratamiento médico por tiempo indefinido —hasta tanto el paciente diera signos de recuperación, que nunca llegó a mostrar—. Se dispuso su enclaustramiento durante tiempo indeterminado, siendo puesto “a la orden de su Majestad”, conforme expresión que en esa época se utilizaba para describir estos casos. La internación se llevó a cabo en el hospital psiquiátrico de Broadmoor.

## Acusaciones contemporáneas y sospechas más recientes
A partir del mes de febrero de 1894 el influyente y sensacionalista periódico inglés The Sun acusó, a través de una serie de artículos, a Thomas Cutbush de ser el responsable de los desmanes consumados en el East End londinense por Jack el Destripador. Las acusaciones públicas no dieron lugar a que la justicia instruyese cargos penales contra el denunciado, e incluso se lo defendió por parte de jerarquías policiales, quienes desestimaron que este hombre constituyese algo más que un desorientado de cierta peligrosidad, aunque incapaz de incurrir en homicidios.
El defensor más connotado con el cual contó el recluso fue Sir Melville Leslie MacNaghten, Inspector Jefe de Scotland Yard. Dicho jerarca, en un célebre memorándum policial de circulación interna, rechazó con énfasis la pretendida culpabilidad de Cutbush y, en sustitución, relacionó los nombres de tres personas, reseñando los motivos que lo inducían a reputar que aquellos individuos devenían sospechosos más plausibles para ocupar la anónima figura de Jack the Ripper.
En época más actual el nombre de Thomas Cutbush retornó a estar en el candelero recelado de ser el infame matador de prostitutas. En 1993 vio su inicial publicación el ensayo “Jack, the mith: A new look at the Ripper” de la autora  A.P. Wolf. Allí se ofrece la teoría de que una conspiración policial encubrió la identidad del criminal. El candidato propuesto por la escritora deviene precisamente este individuo. Se aduce que su anonimato como asesino lo habría logrado merced a una conjura policial interesada en que no se divulgase que el Destripador era pariente de un jerarca de Scotland Yard, su ya aludido tío, el Superintendente Charles Cutbush. Esta hipótesis contó con seguidores que le dieron su apoyo en obras posteriores.